# 倫格港
倫格港是伊朗的城市，位於該國南部波斯灣沿岸，由霍爾木茲甘省負責管轄，距離布什爾420公里，始建於十七世紀，市內有機場設施，2006年人口25,303。